# Meriame Terchoun
Meriame Terchoun (Losanna, 27 ottobre 1995) è una calciatrice svizzera, attaccante del Digione e della nazionale svizzera.

## Palmarès

### Club
- Campionato svizzero: 9

Zurigo: 2012-2013, 2013-2014, 2014-2015, 2015-2016, 2017-2018, 2018-2019, 2021-2022
- Coppa Svizzera: 6

Zurigo: 2012-2013, 2014-2015, 2015-2016, 2017-2018, 2018-2019